# Quintanabaldo
Quintanabaldo ist ein spanischer Ort in der Provinz Burgos der Autonomen Gemeinschaft Kastilien und León. Der Ort gehört zur Gemeinde Merindad de Valdeporres. Quintanabaldo ist über die Straße BU-561 zu erreichen und liegt ca. 90 Kilometer nördlich der Provinzhauptstadt Burgos.

## Sehenswürdigkeiten
- Gotische Kirche Asunción de Nuestra Señora, barockisiert